# Kabinetscrisis over verlenging belastingverhoging
 Een kabinetscrisis over verlenging van een regeling voor belastingverhoging leidde op 11 december 1958 tot de val van het kabinet-Drees IV.
Daarmee kwam een einde aan de rooms-rode coalitie van minister-president Drees. De Tweede Kamer nam een door de KVP'er Anton Lucas ingediend amendement aan waardoor enkele tijdelijke belastingverhogingen niet met twee, maar slechts met één jaar werden verlengd. Minister Hendrik Jan Hofstra (PvdA) van Financiën had het aannemen daarvan onaanvaardbaar verklaard.
Dit was overigens slechts de directe aanleiding voor de kabinetscrisis. De oorzaken ervan lagen veel dieper en hadden hun wortels al in de verkiezingsstrijd en kabinetsformatie van 1956. Bovendien had de PvdA eerder in 1958 bij de Staten- en gemeenteraadsverkiezingen nederlagen geleden.
De crisis leidde in 1959 tot vervroegde verkiezingen. Na die verkiezingen traden enige jaren kabinetten op waarin wel de VVD en niet de PvdA vertegenwoordigd zou zijn. Pas in 1965 (en maar voor anderhalf jaar) zouden de sociaaldemocraten weer gaan regeren.

## De kabinetsformatie van 1956
De kabinetsformatie van 1956 was tot dan toe de langdurigste uit de Nederlandse parlementaire geschiedenis. Na de Tweede Kamerverkiezingen van 13 juni lukte het Drees pas op 13 oktober om een kabinet te formeren; het vierde onder zijn leiding. De verkiezingsstrijd was voor Nederlandse begrippen ongemeen fel geweest, met name tussen KVP en PvdA. Vooral een heikel punt was de excommunicatie van rooms-katholieken die zich openlijk uitspraken als voorstander van een van de seculiere politieke partijen. Rooms-katholieke bisschoppen wilden met deze excommunicatie de trend tegengaan dat mensen uit het zuiden des lands de KVP de rug toekeerden, een regio waar ongeveer 95% van de stemmen naar de KVP ging. De PvdA vond de excommunicatie schandalig. De protestants-christelijke partijen steunden de rooms-katholieken in deze kwestie. Er hadden zich zelfs enkele incidenten voorgedaan bij verkiezingsbijeenkomsten. De PvdA was dankzij de populariteit van Drees de KVP in zetels net voorbij gestreefd.
Een van de moeilijke punten tijdens de formatie was de wens van de KVP om burgers meer ruimte te geven voor bezitsvorming. Daarnaast kostte de zetelverdeling veel tijd. Pas toen de VVD afviel, kon dat worden opgelost.

## Bestedingsbeperking
Onder het kabinet-Drees III (1952-1956) waren er diverse loonsverhogingen en belastingverhogingen geweest en ook de overheidsuitgaven stegen snel. Daardoor was er langzamerhand sprake van overbesteding. De economische situatie verslechterde nog in 1956. De (gedwongen) terugkeer van Nederlanders uit Indonesië leidde bovendien tot extra problemen.
Het kabinet besloot onder leiding van de nieuwe minister van Financiën, de PvdA'er Hofstra, tot een zogenaamde bestedingsbeperking, in feite bezuinigingen. Ook de Sociaal-Economische Raad had daartoe geadviseerd. Er werd gesproken van bestedingsbeperking, omdat niet alleen de overheid, maar ook bedrijven en consumenten pas op de plaats moesten maken. Loonsverhogingen waren enige tijd uit den boze.

## Staten- en gemeenteraadsverkiezingen in 1958
De Statenverkiezingen van 26 maart 1958 verliepen slecht voor de PvdA. Zij ging vier procent achteruit, terwijl KVP, maar vooral VVD, wonnen. De VVD werd op basis van die uitslag de derde partij van het land. De nieuwgevormde PSP, die alleen in Noord-Holland meedeed, behaalde daar twee zetels. Bij de gemeenteraadsverkiezingen in juni zette dat beeld zich voort.
De PvdA verweet de andere regeringspartijen en met name de KVP dat zij de PvdA de 'bestedingsbeperking' in de schoenen wilde schuiven. KVP-partijvoorzitter Van Doorn had de PvdA de partij van bestedingsbeperking en de KVP de partij van de bezitsvorming genoemd.

## Voorgeschiedenis
In de maanden vóór het uitbreken van de crisis was de spanning tussen enerzijds PvdA en anderzijds de drie confessionele partijen sterk opgelopen. Dit betrof vooral de grondpolitiek. De PvdA was voorstander van voortzetting van een beleid waarbij de overheid greep hield op de prijzen van landbouwgronden.
Volgens het kabinet (waarin Vondeling begin 1958 Mansholt was opgevolgd als minister van Landbouw) moest versnippering van landbouwgronden worden tegengegaan en diende grondspeculatie te worden voorkomen. Bij een wetsvoorstel hierover kwamen KVP, ARP en CHU met amendementen om meer vrijheid toe te staan, die in strijd waren met het regeringsprogramma. Overigens, bij de formatie al, hadden de confessionele fracties enige binding met het regeringsprogramma uitgesloten. De amendementen werden ook aangenomen, mede omdat minister Vondeling niet het onaanvaardbaar had uitgesproken.
PvdA-fractieleider Burger verklaarde hierna dat zijn fractie zich ook niet meer aan het regeringsprogramma gebonden achtte. Op een kaderdag van zijn partij in Utrecht, de 'fakkeldragersdag', kwam hij bovendien met allerlei eisen ten aanzien van het kabinetsbeleid. Zo drong hij aan op snelle invoering van de Weduwen- en Wezenwet, moesten de belastingen voor ongehuwden worden verminderd en moesten de defensie-uitgaven omlaag.

## Debat en stemming
Bij het debat over het dekkingsplan voor de begroting 1959 kwam het tot een breuk. Het kabinet wilde nog even vasthouden aan het voorzichtige beleid en stelde voor enkele tijdelijke belastingverhogingen nog met twee jaar te verlengen.
Met name de KVP, bij monde van haar belastingwoordvoerder Lucas, verweet minister Hofstra een gat in de hand te hebben. Volgens Hofstra was afzien van een voortzetting van de regeling voor belastingverhoging echter alleen mogelijk als er dan extra bezuinigd zou worden. Een poging van KVP-fractieleider Romme om tot een compromis te komen, mislukte.
De uiteindelijke breuk was dan ook vooral het gevolg van de steeds verslechterende verhouding tussen de regeringsfracties. Het bracht CHU-fractieleider Tilanus op 11 december tot de gevleugelde woorden: "Moet dat nu zo?" Waarom, zo vroeg hij zich af, kon de minister niet in 1959 nog eens bekijken of de belastingverhoging nog met een tweede jaar moest worden verlengd?
De Tweede Kamer nam het amendement-Lucas (formeel van de commissie van Financiën) met 88 tegen 55 stemmen aan. Alleen PvdA en CPN stemden tegen. De PvdA-bewindslieden boden hierop hun ontslag aan; de overige bewindslieden stelden hierna hun portefeuilles ter beschikking.

## Kabinet afwezig in de Tweede Kamer
Op 15 december werd minister van Staat Beel (KVP) benoemd tot informateur. De vraag was of het demissionaire kabinet direct de Tweede Kamer kon ontbinden of dat er een (tijdelijk) nieuw kabinet moest komen. De spanning tussen PvdA en Kamermeerderheid liep een dag later echter nog hoger op, waarmee ook de kans op aanblijven van het demissionaire kabinet verminderde.
Op voorstel van Tweede Kamervoorzitter Kortenhorst (KVP) besloot de Tweede Kamer namelijk alsnog een belastingvoorstel van minister Hofstra af te handelen. Het kabinet voelde daar, net zomin als de PvdA, iets voor. Uiteindelijk werd er gedebatteerd in afwezigheid van minister Hofstra. Toen het tot stemming kwam, verliet de PvdA-fractie de vergaderzaal, waardoor er niet genoeg leden meer aanwezig waren om verder te kunnen vergaderen.

## De nasleep
Beel formeerde een interim-kabinet, waarvan hij zelf de leiding op zich nam. Het kabinet bestond verder uit de overgebleven confessionele bewindslieden van het vierde kabinet-Drees.
De vervroegde verkiezingen van 12 maart 1959 leverden winst op voor de VVD (zes zetels), die daarmee de ARP voorbij streefde. Verlies was er voor PvdA (twee zetels), CPN en ARP. Nieuwkomer PSP kreeg twee zetels.
Na deze verkiezingen werd een kabinet-De Quay gevormd, zonder sociaaldemocraten. De rooms-rode coalitie die sinds 1946 had geregeerd was ten einde.